# Aartsbisdom Boston
Het aartsbisdom Boston (Latijn: Archidioecesis Bostoniensis; Engels: Archdiocese of Boston) is een metropolitaan aartsbisdom van de Rooms-Katholieke Kerk in de Amerikaanse staat Massachusetts.

## Organisatie
De zetel van het aartsbisdom is in de stad Boston. De aartsbisschop van Boston is metropoliet van de kerkprovincie Boston, waartoe ook de volgende suffragane bisdommen behoren:
- Bisdom Burlington
- Bisdom Fall River
- Bisdom Manchester
- Bisdom Portland
- Bisdom Springfield in Massachusetts
- Bisdom Worcester

Het aartsbisdom beslaat het noordwestelijke deel van de staat Massachusetts: Essex County, Middlesex County, Suffolk County, Norfolk County en Plymouth County.
Het gebied is verdeeld in vijf pastorale regio's, die worden geleid door een bisschoppelijke vicaris:
- Central Region
- Merrimack Region
- North Region
- South Region
- West Region

## Geschiedenis
Het bisdom Boston ontstond op 8 april 1808 als afsplitsing van het aartsbisdom Baltimore. Het besloeg de staten Massachusetts, Maine, New Hampshire, Rhode Island, Connecticut en Vermont. Het bisdom bleef wel suffragaan aan Baltimore. Op 28 november 1843 werd het nieuwe bisdom Hartford van het grondgebied afgesplitst, op 29 juli 1853 de bisdommen Burlington en Portland, op 14 juni 1870 het bisdom Springfield en op 16 februari 1872 het bisdom Providence. Op 12 februari 1875 werd Boston verheven tot aartsbisdom.
Binnen het aartsbisdom leidden een groot aantal processen tegen seksueel misbruik binnen de Rooms-Katholieke Kerk onder andere tot het aftreden van aartsbisschop Bernard Francis Law in 2002. Een bijkomend schandaal betrof het bankroet van het bisdom, waardoor opvolger Seán Patrick O'Malley zich in 2004 genoodzaakt zag het bisschopshuis te verkopen aan het Boston College.

## Bisschoppen
- 1808–1823: Jean-Louis Lefebvre de Cheverus (vervolgens bisschop van Montauban)
- 1825–1846: Benedict Joseph Fenwick SJ
- 1846–1866: John Bernard Fitzpatrick
- 1866–1875: John Joseph Williams (vanaf 1875 aartsbisschop)

### Aartsbisschoppen
- 1875–1907: John Joseph Williams
- 1907–1944: William Henry O'Connell
- 1944–1970: Richard Cushing
- 1970–1983: Humberto Sousa Medeiros
- 1984–2002: Bernard Francis Law
- 2003–2024: Seán Patrick O'Malley OFMCap
- 2024–heden: Richard Henning

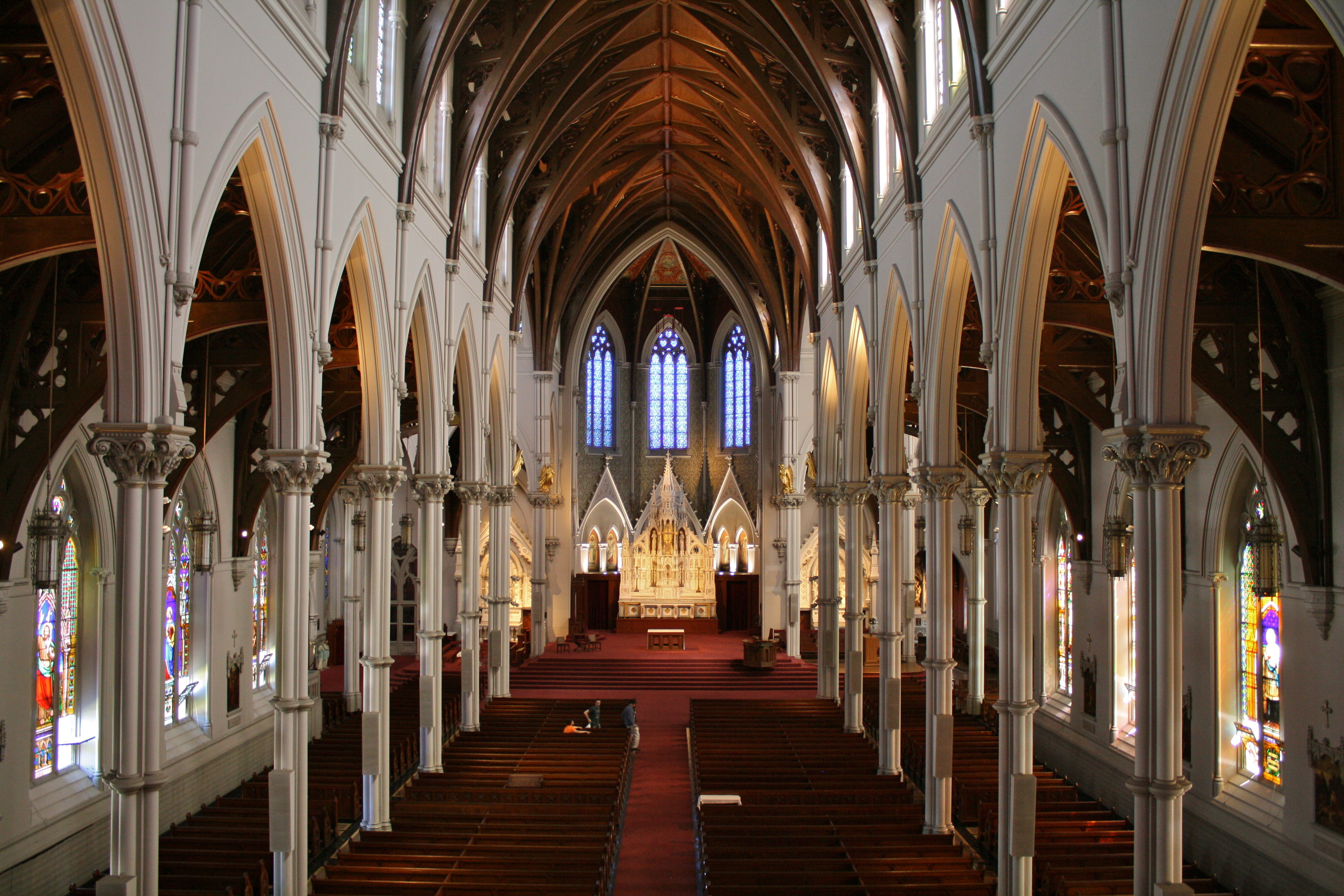
Kathedraal van Boston
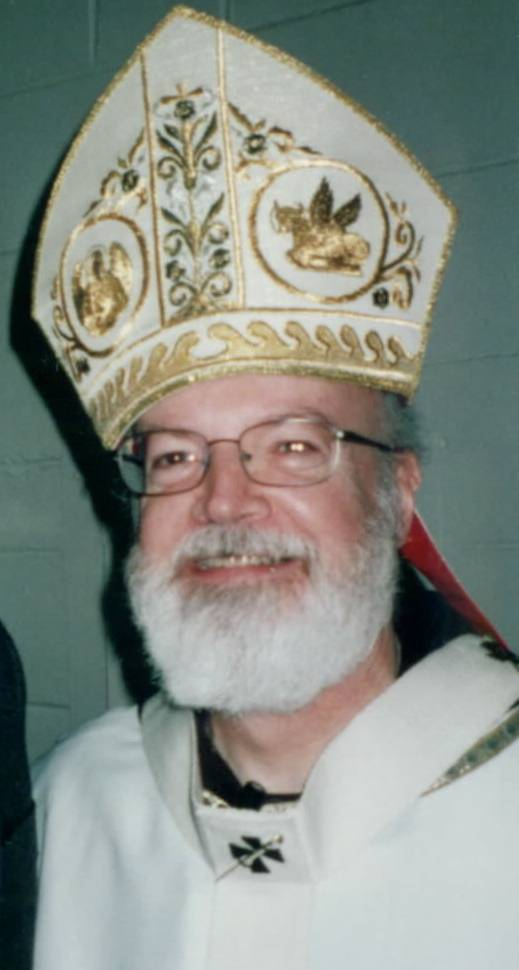
Aartsbisschop Seán Patrick O'Malley